# Шабо, Луи Франсуа Жан
Луи Франсуа Жан Шабо (фр. Louis François Jean Chabot; 27 апреля 1757, Ньор — 11 марта 1837, Сансэ, Дё-Севр) — французский военачальник, дивизионный генерал (1796), барон империи (1811) французский командующий во время обороны Корфу от русской эскадры адмирала Ушакова. Эти события нашли отражение в фильме 1953 года, режиссёра Михаила Ромма, «Корабли штурмуют бастионы».

## Биография
Выходец из старинного дворянского рода. Отец — адвокат Жан Франсуа Шабо, мать — Мари Анна Элизабет Рекап. Офицер королевской армии. Поддержал революцию, вступил лейтенантом в добровольческий батальон родного региона Дё-Севр. В 1793 году — бригадный генерал, сражался против повстанцев в Вандее, в частности, в битве при Шоле.

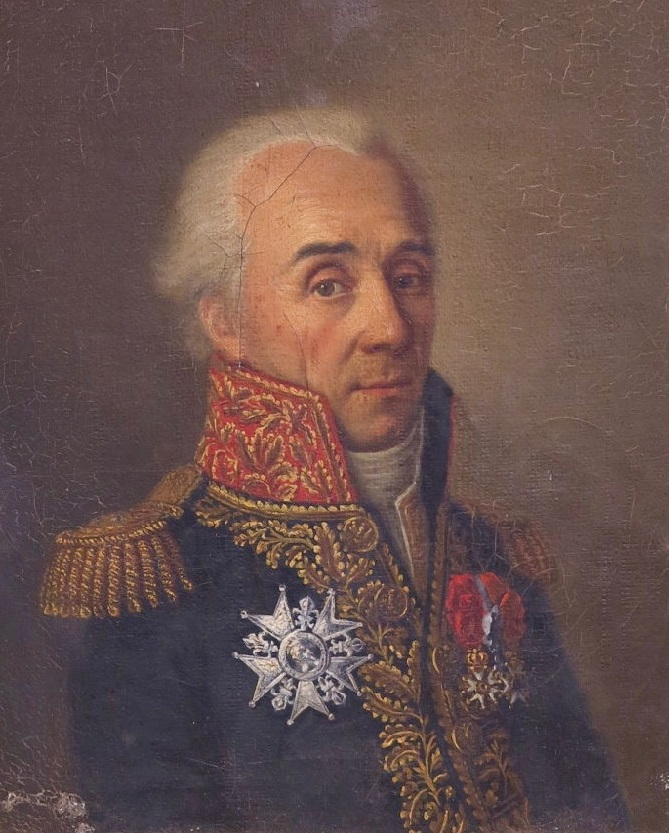
Портрет генерала Шабо.

В 1796 году дивизионный генерал Шабо сражался в Италии, участвовал в осаде Мантуи. После этого он принял под своё командование французские войска на острове Корфу. Когда к Корфу подошёл русско-турецкий флот, Шабо, после упорного сопротивления, вынужден был капитулировать. Вернулся во Францию, пообещав не служить против войск коалиции, и был направлен в Вандею для подавления мятежа вероломного Бурмона, которого разбил. В 1808—1809 году Шабо во главе дивизии сражался против испанских партизан в Каталонии.
Возведённый в баронское достоинство, Шабо удаляется от дел после отречения Наполеона, но Бурбоны вернули его на службу. Во время Ста дней Наполеон поручил ему пресечь возмущение роялистов в районе Перпиньяна. После второй Реставрации Бурбонов проживал в родном Ньоре и за городом, в деревне Сансэ.
Генерал Шабо, военачальник, пользовавшийся расположением Наполеона со времен Итальянской кампании, мог сделать блестящую карьеру, но, дав слово русским, неукоснительно соблюдал его всю жизнь, и поэтому в дальнейшем мог сражаться только на второстепенных фронтах — против вандейских и испанских повстанцев.

## Награды

Герб Шабо.

- Легионер ордена Почётного легиона
- Офицер ордена Почётного легиона
- Командан ордена Почётного легиона
- Великий офицер ордена Почётного легиона
- Кавалер военного ордена Святого Людовика